# Белоголовый восточный бюльбюль
Белоголовый восточный бюльбюль (лат. Hypsipetes leucocephalus) — вид птиц из рода восточные бюльбюли семейства бюльбюлевых. Ранее вид рассматривался как подвид мадагаскарского восточного бюльбюля (Hypsipetes madagascariensis).
Белоголовый восточный бюльбюль — гнездящаяся птица тропической Южной Азии: ареал от Афганистана, Пакистана, Индии и Шри-Ланки до южного Китая на востоке. Птица обитает в лиственных лесах и культивируемых ландшафтах. Гнездо строит на деревьях и кустарниках, в кладке обычно от двух до четырёх яиц.
Длина тела составляет 24-25 см, хвост длинный. Окраска тела в зависимости от подвида варьируется от светло-серой до чёрной. Клюв, ноги и ступни красного цвета. На голове у него пушистая чёрная шапочка. Половой диморфизм отсутствует, самцы и самки выглядят одинаково. Только у молодых птиц нет хохолка, беловатое подбрюшье с серой полосой на груди и коричневым оттенком в верхней части тела.
Питаются в основном семенами и насекомыми, особенно любят ягоды. Их часто можно увидеть сидящими группами или летающими в поисках пищи. Могут быть довольно шумными, издавая различные громкие пищащие, мяукающие и скрежещущие звуки.